# ملا خسرو
مُلا خُسْرُو (ت. 885 هـ / 1480 م) هو فقيه حنفي رومي الأصل.
هو محمد بن فرامُرز بن علي، المعروف بملا - أو منلا أو المولى - خسرو. وولي قضاء القسطنطينية، و بها توفي، ونقل جثمانه إلى بروسة. قال ابن العماد: «صار مفتياً بالتخت السلطاني، وعظم أمره، وعمر عدة مساجد بقسطنطينية».

## آثاره
من آثاره: «درر الحكام في شرح غرر الأحكام» و «مرقاة الوصول في علم الأصول» وشرحها «مرآة الأصول» و «حاشية على المطول» و «حاشية على التلويح» و «حاشية على أنوار التنزيل وأسرار التأويل».

## أنظر أيضا
- معركة فارنا.